# Ophiomyia lutzi
Ophiomyia lutzi este o specie de muște din genul Ophiomyia, familia Agromyzidae, descrisă de Spencer în anul 1977. Conform Catalogue of Life specia Ophiomyia lutzi nu are subspecii cunoscute.